# Kladogram
Kladogram je dijagramski prikaz filogenetskih veza i odnosa posmatranih taksona ili drugih jedinica posmatranja u kladistici. Pritom to nije filogenetsko stablo, jer ne pokazuje kako su ili koliko preci povezani i/ili koliko su se potonji promenili.. Mnoga evolucijska stabla se, međutim, mogu rekonstruirati iz verodostijnih kladograma. Kladogram uključuje linije koje se granaju u različitim smerovima i završavaju na jedinicama posmatranja (grupama organizama).
Postoji više oblika kladogramâ, ali svi imaju grane koje se razgranavaju iz čvorišta prethodnih linija. Te linije se mogu pratiti unazad do čvorišnog mesta iz kojeg polaze. Ta čvorišta predstavljaju hipotetičnu predačku grupu (a ne stvarna bića) koja je, prema očekivanjima, imala kombinirana obeležja linija iznad njih. Pretpostavljeni predak bi mogao zatim otkriti tragove stvarnog evolucijskog pretka. Iako su se takvi klasični kladogrami stvarali uglavnom prema morfološko-anatomskim obeležjima, kasniji podaci dobijeni sekvenciranjem DNK i RNK i računarskom filogenijom danas se vrlo često primenjuju, ugrađujući eventualne izmene u ranije kladograme.